# Шкідники і хвороби орхідних закритого ґрунту
До шкідників рослин належать до родини орхідних можна віднести понад 32 види, що належать до 4 класів, 7 родів. Також відомо понад 90 грибів, бактерій і вірусів, що викликають хвороби орхідних: плямистість листя, гниль коренів, молодих пагонів, туберодій, листя і квіток.
Своєчасне виявлення шкідників і діагностика збудників захворювань, знання їх біології та характеру ураження ними рослин, ефективна система боротьби з ними є невід'ємною частиною комплексу робіт з культивування рослин родини орхідних.
Причинами поразки рослин можуть бути: порушення правил карантину, помилки агротехніки, недотримання вимог рослин до гігро- та терморежиму. На видовий склад патогенів та характер їх взаємовідносин величезний вплив роблять флористичний склад орхідних, екологічні умови і умови вирощування рослин: субстрат, система добрив, аерація, полив, освітлення і проведені захисні заходи.

## Шкідники
- Рослиноїдні кліщі
  - Павутинні кліщі

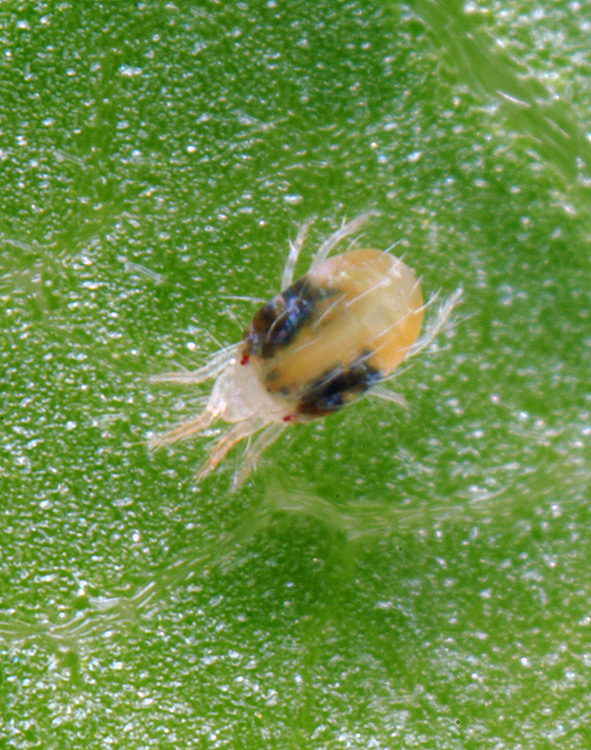
Павутинний кліщ Tetranychus urticae

Найчастіше на Орхідних зустрічаються такі види: Tetranychus urticae, Tetranychus turkestani, Tetranychus cinnabarinus. Дорослі особини Tetranychus urticae і схожого на нього Tetranychus turkestani жовтуватого кольору, личинки, прото-і дейтонімфа жовто-зелені. У Tetranychus cinnabarinus дорослі особини червонувато-коричневі або бордові, яйця та личинки червонуваті, прото-і дейтонімфа жовто-зелені.

Заселяють нижню поверхню листя і бутони Цимбідіума. Харчуються клітинним соком рослини.

Ознаки ураження. Наявність дрібних білих точок на листі (в основному, з нижнього боку) і присутність тонкої павутинки, обплітають рослини (або їх частини). Лист знебарвлюється, стає сірим, пізніше — бурим.

Павутинні кліщі розвиваються в захищеному ґрунті при температурі вище 12 °C. Сума ефективних температур повного циклу розвитку становить 120 °C. У рік кліщі дають до 20 генерацій, розвиток одного покоління триває 12-20 днів. При 20 °C кліщі завершують розвиток за 20 днів, при 25 °C за 10, при 32°С — за 6-6,5 дня. Оптимальними є температура 28-32°С і відносна вологість повітря 40-50 %.

Заходи боротьби. Обприскування рослин акрексом в концентрації 0,08 % або ізофеном — 0,05, омайт — 0,1 % і іншими акарицидами. Розвиток кліщів стримує обприскування холодною водою нижньої поверхні листя 3-4 рази на день. Використовується хижий кліщ фітосейулюс (Phytoseiulus persimilis) з розрахунку хижак: жертва — 1 : 70 або 1 : 100. При цьому в захищеному ґрунті підтримують відносну вологість повітря 70-80 %.

В умовах квартир найбільш нешкідливі препарати авермектінової групи: Актофіт, фітоверм, вермітек. Дані препарати не діють на яйця і личинок, що не харчуються і очікують линьку і протонімфа кліща. При температурі +20 °C необхідні мінімум 3 обробки з інтервалом 9-10 діб. При +30 °C 3-4 обробки з інтервалом 3-4 доби.
- - Кліщі плоскотілки, або помилкові павутинні кліщі, або плоскі кліщі (Tenuipalpidae).

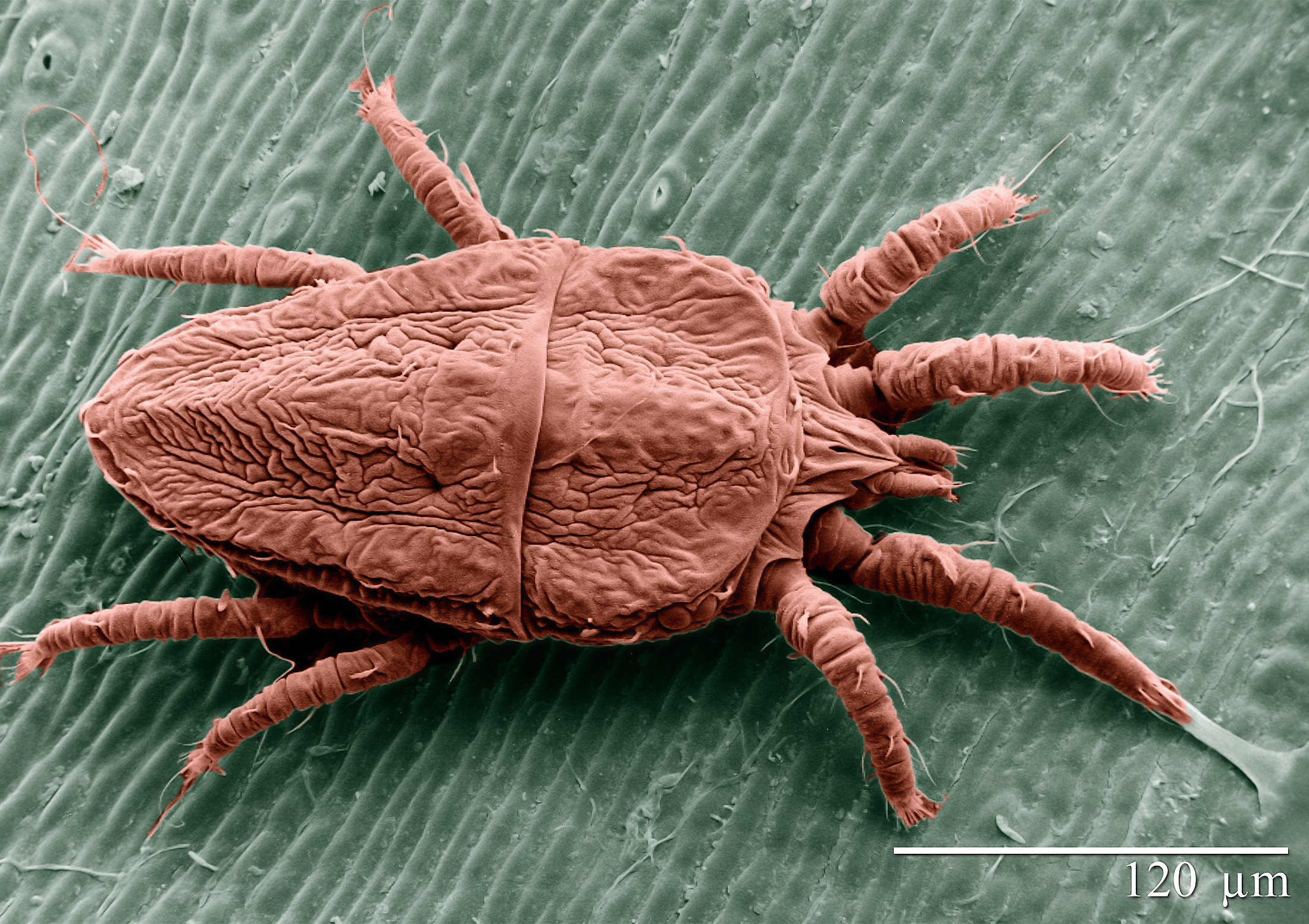
Кліщ плоскотілка роду Brevipalpus

Основна анатомічна відміна від павутинних кліщів — тіло розділене поперечними швами на кілька частин (передню, середню і задню).

Найзвичайніша Плоскотілка оранжерейна (Brevipalpus obovatus). Пошкоджує листя Фаленопсиса, Цимбідіум та ін. Самка цегляно-червоного кольору, тіло незграбно-яйцеподібне, на спинній поверхні з сітчастим малюнком. Яйце видовжено-овальної форми, гладке, яскраво-червоне. Личинка широкоовальна, червона, німфа — подовжено-овальної форми, червона. У закритому ґрунті розвивається цілий рік.

Ознаки ураження. Пошкоджені листя набувають сріблясто-білий колір. Квітки деформуються. На поверхні листової пластинки слабо помітні дрібні проколи. Без збільшувальних оптичних приладів кліщів практично не видно. При сильному пошкодженні рослина всихає.

Заходи боротьби. Обприскування рослин амбушем в концентрації 0,05 %, цимбуш — 0,05, фозалон — 0,2, акрексом — 0,08 % і іншими акарицидами або інсектоакарицид. Найбільш нешкідливі в умовах квартир препарати авермектіновой групи: Актофіт, фітоверм, вермітек. Дані препарати не діють на яйця і не харчуються, які очікують линьку, личинок і протонімфа кліща. Проводиться мінімум 4 обробки з інтервалом 3-4 доби. Дані препарати не діють при температурах нижче +18 °C і не зберігаються у водних розчинах більше доби. 

Рідше зустрічаються: Tenuipalpus pacificus — довжина тіла дорослого кліща близько 0,25 мм, зазвичай вражає фаленопсис і онцідіумний плоский кліщ (Brevipalpus oncidii) найчастіше вражає плейоне, онцидіум, одонтоглоссум і россіоглоссум.
- - Цибулиний кліщ або Кліщ кореневий цибулевий (Rhizoglyphus echinopus).

Дорослі кліщі овальної форми, білі або світло-жовті, з потужними коричневими ногами. Розвиток від яйця до дорослої особини при температурі 26-28 °C завершується за 9-11 днів, при 20 °C — 14 днів. Найчастіше кліщ заселяє ослаблені рослини, проникаючи всередину коренів, пошкоджує так само основи пагонів.

Заходи боротьби. Обприскування рослин акарицидами. Пошкоджені частини рослин зрізують і знищують..
- Комахи

- - Попелиці (Aphidoidea)

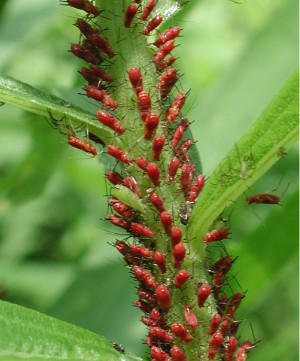
Попелиці

Найпоширеніша попелиця оранжерейна (Myzus persicae). Пошкоджує суцвіття дендробіуми, селеніпедіума, лікасте, каттлеї, ванди. Влітку на бутонах і квітках фрагміпедіума, цимбідіума, дендробіума поселяється попелиця бурякова (Aphis fabae). На квітках целогіна часто селиться попелиця орхідних (Cerataphis orchidearum), а на квітках блетілли розвивається попелиця оранжерейна (Aulacorthum circumflexsus).
Заходи боротьби. Обприскування рослин амбушем в концентрації 0,05 %, цимбуш — 0,05, актелліком 0,2 %, настоєм тютюну з милом. Застосовують хижу галиця афідімімізу (Aphidoletes aphydimysa) при співвідношенні хижака і жертви — 1: 50. Для захисту кімнатних рослин рекомендується використовувати менш токсичний препарат фітоверм.

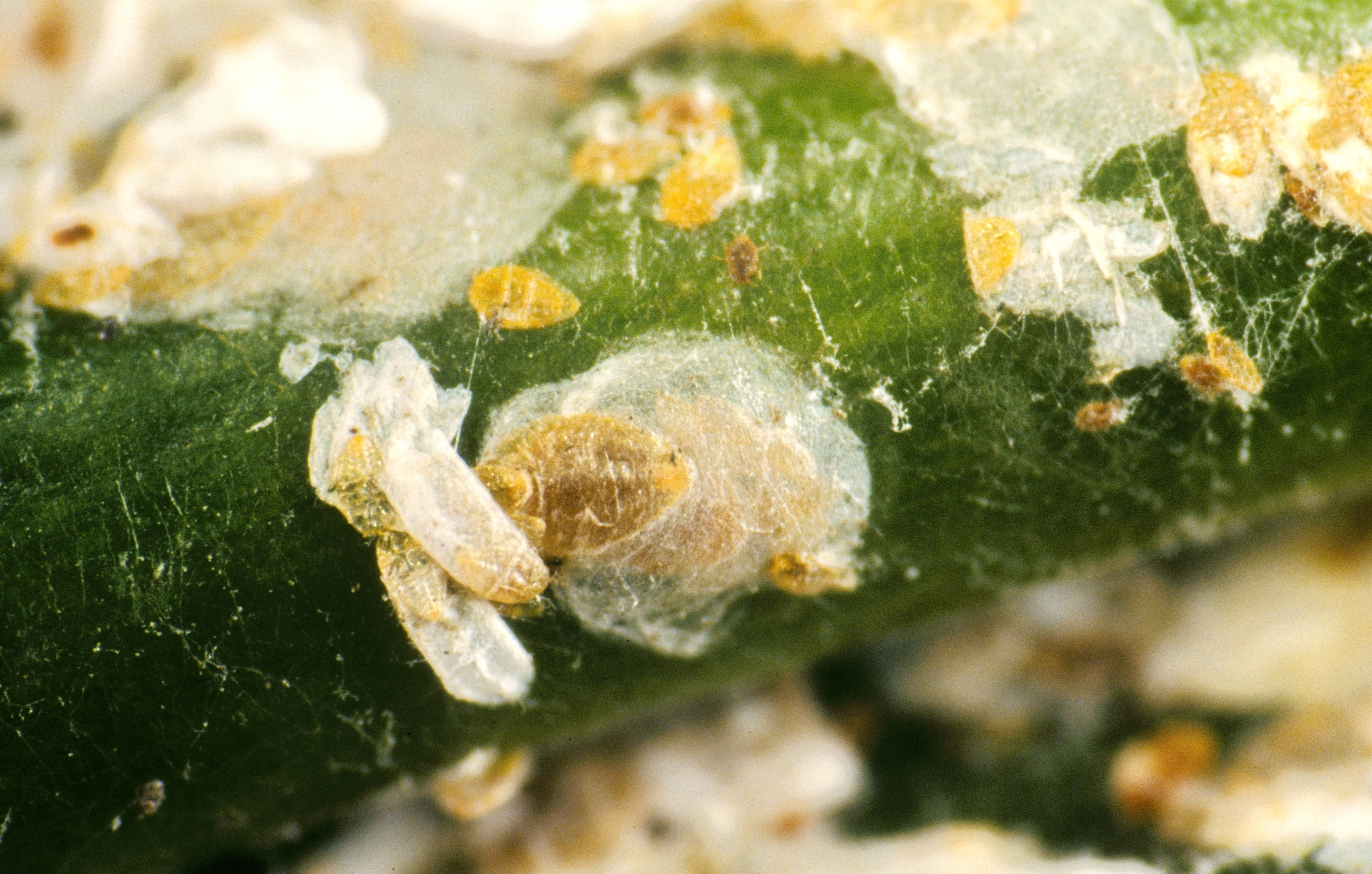
Щитовка на пагоні рослини

- - Червеці (Coccoidea) й щитовки (Diaspididae).

На орхідних зустрічаються щитівка орхідних ( Pseudoparlatoria parlatarioides ), щитівка бромелієві ( Diaspis bromeliae ), несправжня щитівка м'яка ( Coccus hesperidum ), червець борошнистий приморський ( Pseudococcus maritimus ) та інші види. Ці комахи оселяються на листках, особливо в пазухах, на стеблах і квітконосах, на туберідіях під кроющей лускою. У місцях їх харчування утворюються світло-жовті дрібні плями, пізніше вдавлені бурі, коричневі або малиново-фіолетові. Червеці і щитівки виділяють багато медвяної роси, яка рясно покриває рослина. На ній розвиваються сажисті гриби ( Capnopodium ), в результаті на рослині з'являються чорні липкі ділянки. 
 Ушкоджують всі види орхідних, особливо часто дендробіум, цимбідіум, пафіопеділюм, каттлею, стангопей, плейоне , блетілле. 
 Заходи боротьби. Триразове обприскування через 7-10 днів фозалоном в концентрації 0,3 %, амбушем — 0,05, цимбушем — 0,05 %. У боротьбі з червецами ефективний хижий жук кріптолемуса ( Cryptolaemus montrouzieri ) при співвідношенні хижака і жертви — 1: 50. Для захисту кімнатних рослин рекомендується використовувати менш токсичний препарат фітоверм.
- - Трипси (Thysanoptera).

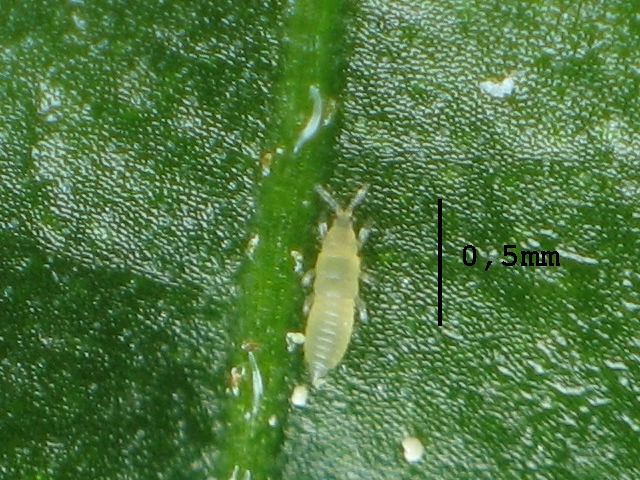
Німфа трипси на листовій пластинці рослини

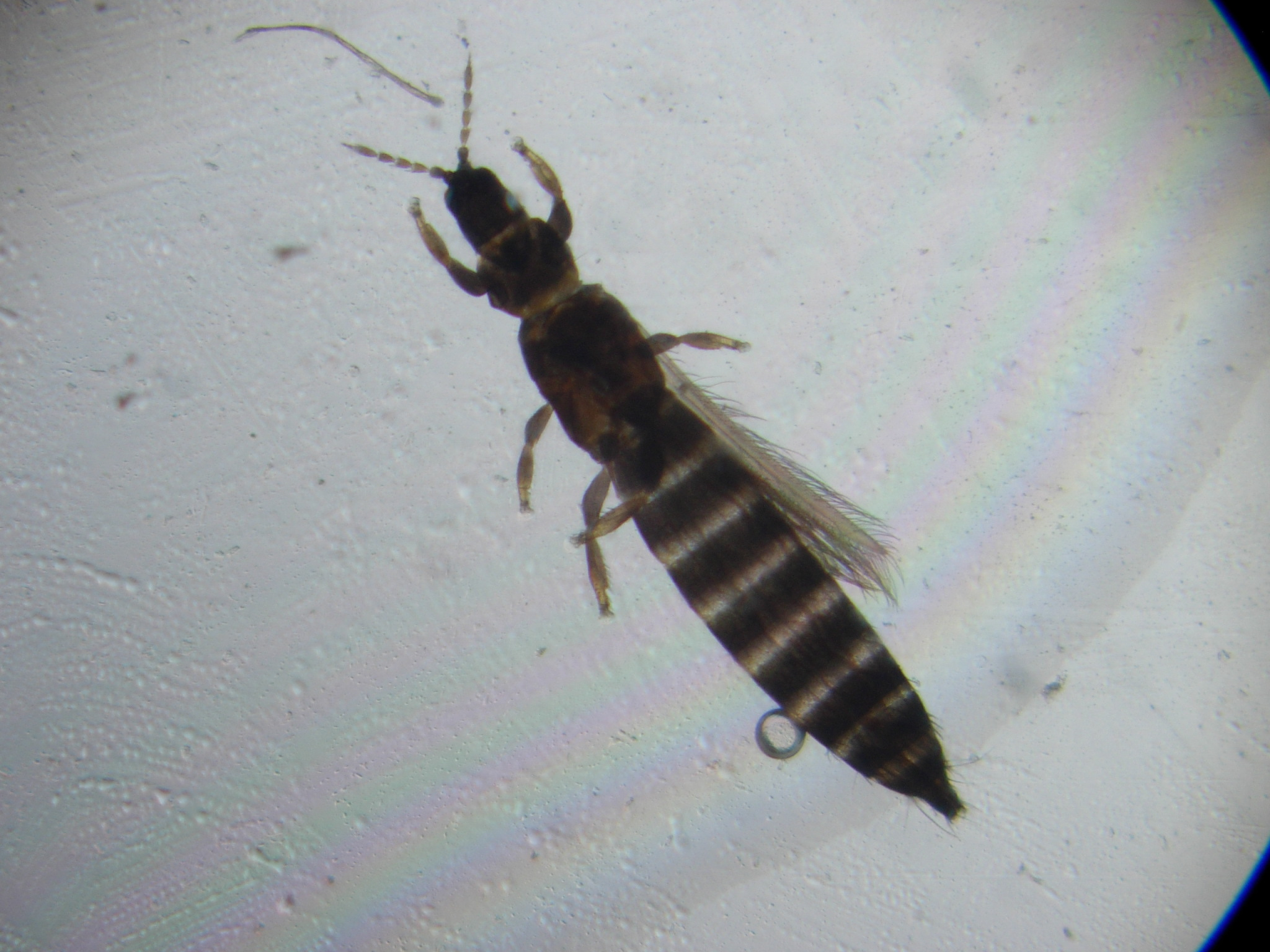
Трипса. Доросла особина.

Довжина тіла дорослих комах від 2 до 2,5 мм. Має дві пари крил. У спокійному стані, вони складені у вузьку світлу смужку на спинці комахи і практично їх не видно. Дорослі комахи, зазвичай, мають темне забарвлення — чорне, або бурувате. Личинки більшості видів — жовті, або зеленуваті, важко помітні на поверхні листової пластинки. На орхідних найзвичайніші два види: трипс оранжерейний (Heloithrips haemorrhoidalis) і трипс тютюновий (Thrips tabaci). Ведуть потайний спосіб життя. Вражають квіти, листя і туберідії. На пошкоджених листках з'являється характерна сріблясте забарвлення з масою точковоподібних темних екскрементів. З часом уражені ділянки буріють. Трипси відкладають яйця в тканину листя. Найчастіше пошкоджуються тунія, цимбідіум, епідендрум, фаюс, ангулоа, стенорінхус, спатоглоттіс, катазетум та ін.

Заходи боротьби. Триразове обприскування рослин актелліком в концентрації 0,2 % хостаквіком — 0,1, ізатріном — 0,1 % або інші системні інсектициди з інтервалом між обприскуванням 10 днів. Так само ефективний хижий кліщ амблісейус (Amblyseius mackenziei) у співвідношенні хижака і жертви — 1: 25. Для захисту кімнатних рослин рекомендується використовувати менш токсичний препарат фітоверм.
- - Коник оранжерейний (Tachycinrs asynamorus).
- Черевоногі молюски (Gastropoda).

Харчуються вночі, вдень ховаються в різні укриття. Поїдають будь-які ніжні частини рослин. Великі равлики і слимаки легко виявляються по залишеній на рослині слизу сріблястого кольору. Дрібні равлики виявляються виповзли на субстрат при зануренні рослини у воду на 15-30 хвилин. Коріння орхідних часто ушкоджує равлик Zonitoides arboreus. 2-3 дорослих равликів цього виду живуть в горщику з рослиною достатньо для прічененний серйозної шкоди коріння. Як молюскоцидів застосовуються препарати: Мезурол (Mesurol), Sluggo, Slug-fest, Durham, Schneckenkorn або метальдегід (торгові марки «Мета» або «Гроза») один раз на три-чотири тижні.
- Мокриці (Oniscidea).

Ушкоджують всі частини рослин. Мокриць виловлюють на приманки з картоплі, яблук і пива, що забродило. Рослини обприскують амбушем в концентрації 0,05 % або фозалон в концентрації 0,2 — 0,3 %.
- Ківсяки (Julida).

Пошкоджують коріння дорослих рослин і всі частини молодих рослин. Методи боротьби див. Мокриці.
- Ногохвостки (Collembola).

Ушкоджують корінці сіянців, для дорослих рослин не небезпечні.

## Захворювання

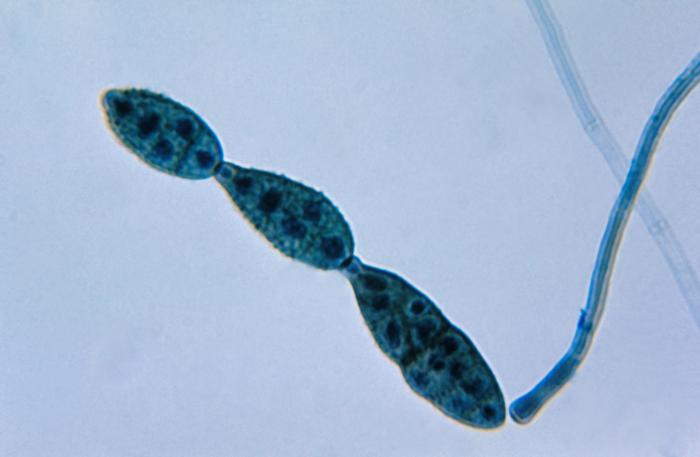
Гриб Alternaria sp.

- Гнилі
  - Чорна гниль.

Збудниками є гриби: Pythium ultimum , Pythium debaryanum , Phytophthora omnivora . Цими видами рослини вражаються в будь-якому віці. Найнебезпечніша гниль коренів і основи туберідія. У результаті гине вся рослина. Хвороба носить вогнищевий характер і швидко розповсюджується від хворих рослин до здорових. Уражені тканини чорніють. Туберідії муміфікуються. Поширенню захворювання сприяють низька температура і висока вологість повітря і ґрунтового субстрату, коли коренева система розвивається повільно, а окремі ділянки коренів, внаслідок нестачі повітря і перезволоженому субстраті, відмирають і стають доступними патогенним грибам. Чорною гниллю уражаються каттлея, стангопея, лелія (рослина), леліокаттлея, пафіопеділум. 
 Заходи боротьби. Оптимізація умов зволоження. Обприскування та полив рослин препаратами міді: хлорокисом міді в концентрації 0,5 %, хомецінму — 0,4, мідним купоросом у розведенні 1: 100000. Хворе рослина знищують. Фунгіциди уповільнюють розвиток захворювання.
- - Коренева гниль. 
 Збудники:Fusarium oxysporum , Fusarium solani var. argillaceum, Fusarium sporotrichiella , Fusarium javanicum та ін. 
 Уражені коріння, туберідії і листя загнивають, розм'якшуються і буріють. Збудники захворювання проникають в корені через ушкодження. Захворювання відмічено на цимбідіумі, пафіопеділюмі, Ванді, мільтонія і одонтонії. 
 Заходи боротьби. Оптимізація умов вирощування. Триразовий полив і обприскування рослин суспензією фундазолу в концентрації 0,2 %, Топсин а-М — 0,2 %, Беному — 0,2 % з інтервалом у 10 днів[1].
  - Коричнева гниль. 
 Збудники — бактерії родів Erwinia , Pseudomonas і ін. Частіше вражаються молоді листя і пагони. На них з'являються водянисті, світло- і темно-коричневі плями, що швидко збільшуються в розмірі. При ураженні стебел і точки зростання гине вся рослина. Бактеріальна гниль прогресує за наявності надлишкового зволоження низької температури повітря. Уражаються каттлея, цимбідіум, фаленопсис, пафіопеділюм. 
 Сильно уражені рослини знищують. Локальні плями вирізують до здорової тканини, місця зрізу засипають товченим вугіллям. Покращують гігро- і термо-режим. Як профілактика проводиться обприскування препаратами на основі міді[1].
  - Фузаріозна гниль. 
 Збудник — Fusarium moniliforme var. lactis. Викликає плямистість і гниль листя, туберідія, центральної відростаючої точки пагона. Враження листя каланти жовтіють, пізніше стають темно-сірими. Тканина листа розм'якшується і покривається спороношенням гриба у вигляді білувато-рожевого нальоту. Краї листя підсихають і скручуються. На листі Цимбідіума утворюються занурені темно-коричневі плями. Центральний пагін загниває і відмирає. Уражаються також ангрекум, епідендрум, ванда, мільтонія. 

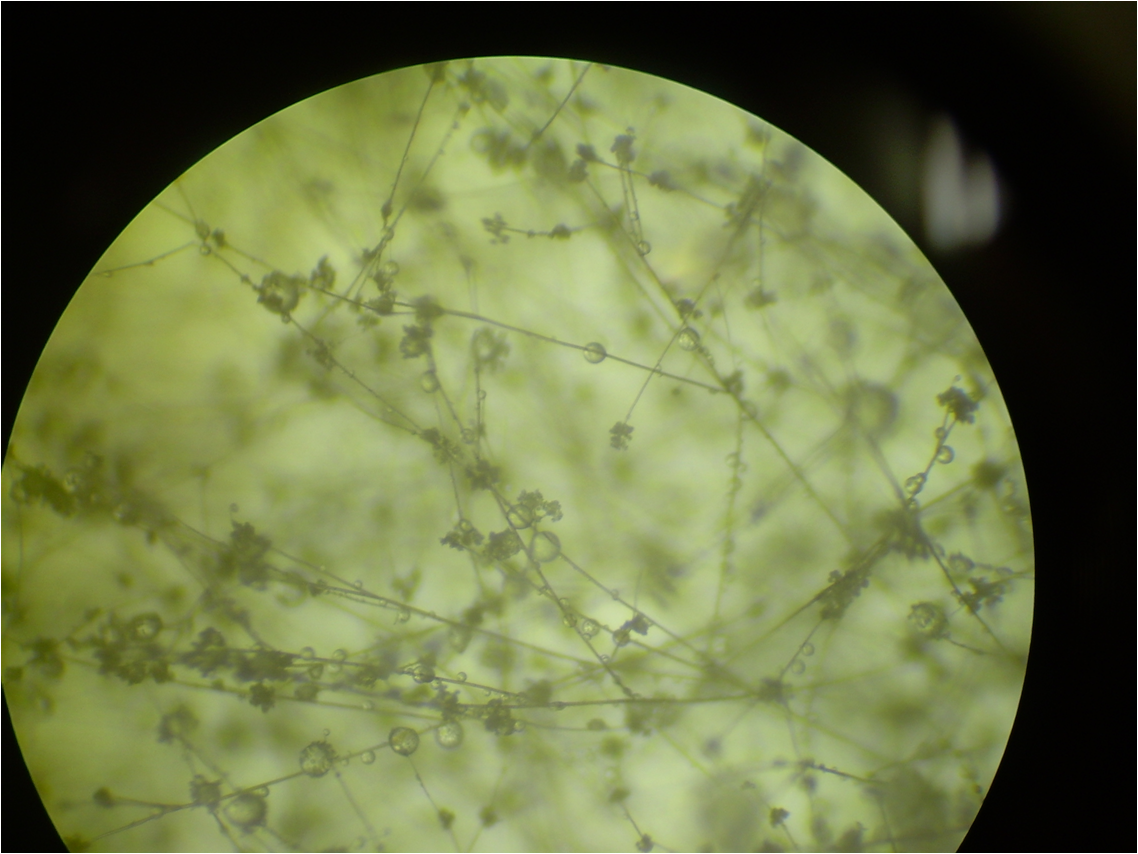
Збудник сірої гнилі, грибBotrytis cinerea. Збільшено 4.5X

 Заходи боротьби такі ж, як з кореневою гниллю[1].

- - Сіра гниль. 
 Збудник — Botrytis cinerea . Вражає квітки. На пелюстках з'являються дрібні бурі цятки, пізніше гниль поширюється на всю квітку. Найчастіше вражаються фізіологічно ослаблені рослини. Надлишкова відносна вологість повітря і низька температура — основні умови розповсюдження захворювання. Уражаються переважно білоквітковий гібриди каттлеї, фаленопсису, цимбідіума. 
 Уражені квітки знищують. Знижують вологість повітря, підвищують температуру і покращують вентиляцію[1].
- Антракноз. 
 Збудники — гриби родів Colletotrichum , Gloeosporium, Cladosporium, вражають листя, пагони і туберідії. На них утворюються чітко обмежені від здорової тканини бурі плями різної величини з дрібними чорними крапками — пікнідами гриба. Вражений лист мозаїчно фарбується і відмирає. 
 Розвитку захворювання сприяє висока відносна вологість повітря і температура. Інфекція поширюється з краплями води при обприскуванні рослин і поливі. Уражаються цимбідіум, каттлея, дендробіум, стангопея та інші орхідні. 
 Уражені листки зрізають. Скорочують використання азотних добрив. При появі захворювання рослини обприскують фундазолом в концентрації 0,2 %, топсином-М — 0,2 %, хлорокисом міді — 0,5 % і іншими фунгіцидами 2-3 рази з інтервалом 10 днів, профілактично 1 раз на місяць[1].
- Іржа. 
 Збудники гриби роду Uredo — Uredo behnickiana , Uredo nigropuncta. У різних видів орхідних ознаки ураження різні. Часто спостерігається хлороз листя. Уражаються каттлея, епідендрум, онцидіум, блетія, стангопея. Збудники завезені з Куби. Хворі рослини знищують[1].

- Плямистість листя. 
 Збудники:Alternaria sp., Cercospora angreci, Cercospora odontoglossi, Chaetodiplodia sp., Coniothyrium sp., Corynespora cassiicola, Diplodia laelio-cattleyae, Diploida paraphysaria, Fulvia fulva, Lasiodiplodia theobromae, Leptothyrium sp., Phoma oncidii-sphacelati, Phyllosticta capitalensis, Pseudocercospora sp., Septoria selenophomoides [3].
- Віруси. 
 В наш час[коли?] відомо понад 50 вірусів, що вражають орхідеї[4].
  - Мозаїка Цимбідіума. (Cymbidium mosaic virus (CymMV)). 
 Збудник — вірус чорної штрихувастості Цимбідіума (родина Flexiviridae, рід Potexvirus). На молодих листках хлоротичні плями і штрихи розташовані паралельно центральній жилці листа. У міру розвитку хвороби штрихи і плями стають більш окресленими і темними. Для старого листя характерний некроз уражених тканин. Рослини відстають у рості, інтенсивність цвітіння знижується. Інфекція поширюється попелицею, при вегетативному розмноженні рослин і інструментом під час обрізання листя і суцвіть. 
 Заходи боротьби. Стерилізація ріжучих інструментів 70 % спиртом. Прибирання від інших хворих рослин[1][5][6].
  - Кільцевій вірус одонтоглосума. (Odontoglossum ringspot virus (ORSV), відноситься до роду Tobamovirus ).
 Зустрічається рідше мозаїки Цимбідіума. Хвороба проявляється з появою плям на листі і квітках[7].
  - Мозаїка Каттлеї. 
 Найхарактерніші симптоми ураження на квітках — строкатопелюстковість, деформація, на листі — слабка крапчастість, хлоротичність і деформація[1]. Відповідно до списку Американського фітопатологічного суспільства, каттлеї уражаються двома вірусами: Odontoglossum ringspot virus (ORSV) і Cymbidium mosaic virus (CymMV)[3].
- Неінфекційні захворювання.
  - Нерівномірний полив
  - Перегрів внаслідок надмірного сонячного освітлення
  - Застосування пестицидів
  - Незбалансоване харчування і помилки культури вирощування можуть викликати різноманітні плямистості листя, всихання верхівок листя, відмирання коренів та інші ураження тканин.

## Профілактичні та фітосанітарні заходи

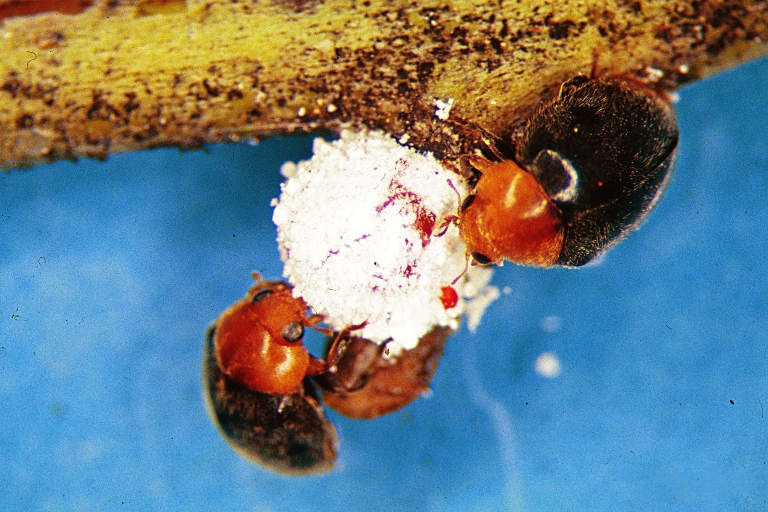
Жуки кріптолемуса (Cryptolaemus montrouzieri) поїдають червеця.

Методи управління ростом і розвитком рослин полягають не тільки у високій агротехніці, але і в пристосуванні агротехнічних або інших заходів до створення умов несприятливих для розмноження шкідників та розвитку хвороб рослин.
Для попередження завезення нових шкідників та збудників хвороб весь поступаючий посадковий матеріал піддається ретельній ентомофітопфтологічній експертизі. Далі рослинний матеріал піддається знезараженню пестицидами і 2-3 місяці міститься ізольовано від колекції з щодекадний контролем стану рослин.
Санітарно-гігієнічні заходи:
- Установка рослин на дерев'яні, металеві або пластикові решітки з метою уникнення перенесення збудників кореневих гнилей від рослини до рослини з полив'яними водами.
- Дезинфекція горщиків, блоків та інших місткостей для вторинного використання 1,5%-ним розчином мідного купоросу.
- Вибракування хворих і сильно пошкоджених рослин.
- Знищення бур'янів (резерватори популяцій фітофагів) всередині теплиць і оранжерей.
- Регулярне використання механічних заходів боротьби з шкідниками:
  - Використання ловчих приманок для мокриць і слимаків,
  - Протирання рослин 40 % спиртом або розчином хвойного екстракту (20 г. на 1 л. води) для зниження чисельності щитівок, псевдощітовок і червців.
- Використання біологічних методів:
  - Інтродукція і акліматизація паразитів і хижаків: фітосейулюс (Phytoseiulus persimilis), ціклонеда (Cycloneda limbifer), афідіус (Aphidis matricariae), кріптолемус (Cryptolaemus montrouzieri),
  - Використання фітонцидних рослин,
  - Використання рослин-антогонистів для боротьби зі збудниками кореневих гнилей.
- При малій ефективності попереджувальних заходів і високої небезпеки сильного пошкодження рослин шкідниками і патогенами, у квітні та в жовтні проводиться дворазова обробка комбінованою сумішшю пестицидів дозволених для використання в захищеному ґрунті[1][2].